# Гризу
Гризу (още рудничен газ) е общо име за различните възпламеними газове, които се отделят във въглищните мини. Газът е без цвят без мирис и поради това много опасен за работниците в мините. Типично за гризу е съдържанието на над 70% метан. Смесен с въздуха в концентрации между 5% и 15% газът избухва, като ефектът от него е най-разрушителен при концентрация от 10%. По тази причина той е най-опасен в затворени непроветриви минни галерии. Особено често гризу се среща в мини с черни въглища, богати на битум.
Рудничният газ е бил причина за най-голям процент от смъртните случаи във въгледобивната индустрия, преди Хъмфри Дейви да изобрети рудничната лампа. Въпреки това, дори след въвеждането на лампите за безопасност в масова употреба, се случват експлозии причинени от газ гризу, когато се получат искри при удар на метален инструмент с каменни въглища, съдържащи пирит. Съдържанието на въглищен прах във въздуха повишава риска от експлозия на гризу, а и сам представлява опасност за взрив.